# 그리스어 위키백과
그리스어 위키백과(그리스어: Ελληνική Βικιπαίδεια 엘리니키 비키페디아[*])는 그리스어로 운영되는 위키백과이다. 2002년 12월 1일에 시작했으며 2014년 11월 기준으로 약 111,423개의 문서가 존재한다. 문서 수 기준으로 규모가 44번째로 큰 언어판 위키백과이다. 기호는 el이다.
2014년 11월 20일 기준으로 이 위키백과의 사용자 159,348명 중 19명이 관리자 권한을 맡고 있다.

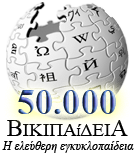
문서 수 50,000개 돌파 기념 로고